# سرا سان کویریکو
سرا سان کویریکو (به ایتالیایی: Serra San Quirico) یک کومونه در ایتالیا است که در استان آنکونا واقع شده‌است. سرا سان کویریکو ۴۹٫۱ کیلومتر مربع مساحت و ۳٬۰۷۸ نفر جمعیت دارد.